# Voo Turkish Airlines 981
O voo Turkish Airlines 981, também conhecido como desastre aéreo de Ermenonville era uma linha aérea da empresa turca Turkish Airlines que ligava o Aeroporto Internacional Atatürk, na Turquia ao Aeroporto de Londres-Heathrow, na Inglaterra. Durante um voo ocorrido no dia 3 de março de 1974, um domingo, um McDonnell Douglas DC-10, matrícula TC-JAV, que realizava essa rota caiu numa floresta nos arredores de Paris, matando todos os seus 335 passageiros e 11 tripulantes. Foi o acidente mais grave envolvendo um DC-10, o mais grave em solo francês, o quarto acidente aéreo com mais mortes, o acidente aéreo sem sobreviventes mais grave envolvendo uma só aeronave e o segundo mais grave acidente só com uma aeronave (apenas ultrapassado pelo voo Japan Airlines 123), sendo o mais mortal acidente aéreo até o desastre aéreo de Tenerife, que ocorreu três anos depois.

## Aeronave

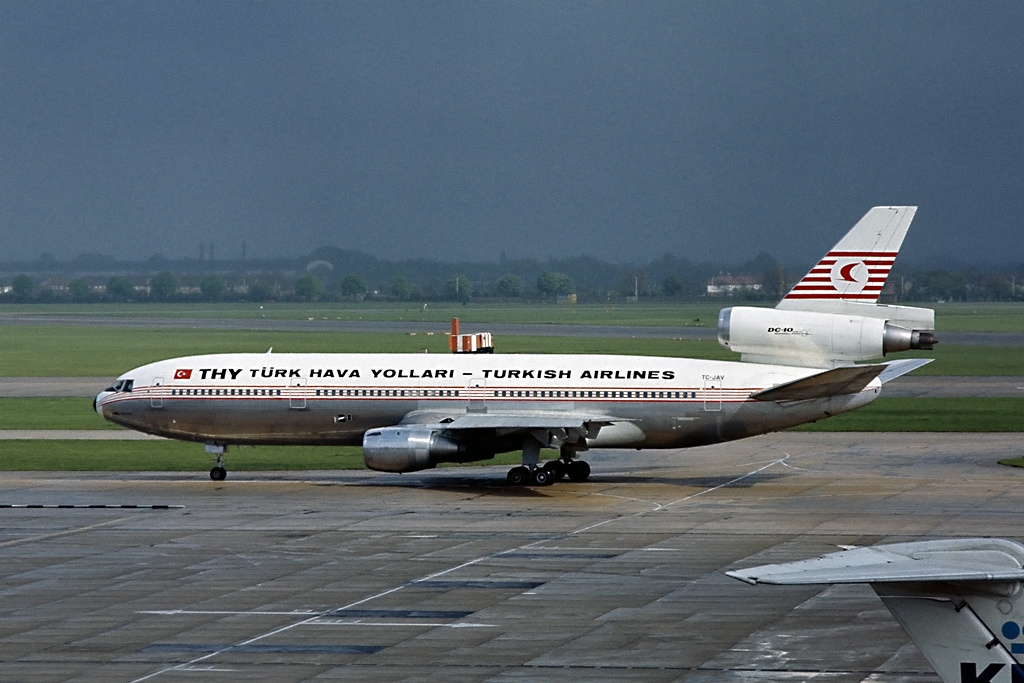
TC-JAV, a aeronave envolvida no acidente, fotografada no Aeroporto de Londres-Heathrow em maio de 1973, 10 meses antes do acidente.

A Turkish Airlines iria adquirir três aeronaves DC-10, sendo as primeiras entregues em 1972 e a terceira em meados de 1973. Após o acidente com o TC-JAV, a empresa turca operaria os seus DC-10 restantes até o final dos anos 1980. O McDonnell Douglas DC-10 acidentado foi construído em 1972, tendo recebido o número de construção 46 704. Após realizar seu primeiro voo em 27 de fevereiro de 1972, seria entregue a empresa turca Turkish Airlines, onde seria registrado TC-JAV. A aeronave seria batizada com o nome de Ankara, em homenagem a capital do país. Até o momento do acidente, a aeronave TC-JAV tinha voado 2 952 horas.

## Acidente
Após decolar de Istambul, na manhã de 3 de março de 1974, o McDonnell Douglas DC-10 matrícula TC-JAV Ankara iniciava o voo 981 com destino a Londres e escala em Paris. A aeronave transportava apenas 167 passageiros (dos 345 disponíveis) e 11 tripulantes. A escala em Paris seria cumprida com o pouso realizado as 10h02min no Aeroporto de Paris-Orly. Após ser reabastecido, o Ankara decolaria com trinta minutos de atraso, motivado por uma greve de tripulantes da British European Airways. Por conta da greve, centenas de passageiros (em sua maioria britânicos) ficariam presos em Paris. Sabendo desse problema, funcionários dos guichês da Turkish Airlines conseguiram embarcar 216 passageiros da BEA no voo 981 que se destinava a Londres, enquanto outras companhias fariam o mesmo com boa parte dos demais passageiros atingidos pela greve.
O Ankara decolaria, lotado, por volta das 11h30min. Após efetuar as correções habitais que o colocaria no rumo 345, o Ankara subiria até 6 mil pés e se despediria da torre de Orly, iniciando contato com o Centro de monitoramento da área Noroeste de Paris que o autorizaria a subir para o nível de cruzeiro de 23 mil pés. Durante a realização desse procedimento de subida ocorreu uma súbita descompressão e às 11h40min, a tripulação do Ankara tenta lançar um pedido de emergência. No entanto, o Centro de monitoramento ouve apenas poucas palavras ditas em turco acompanhadas de um ruído alto e desconhecido juntamente com os sons característicos dos alarmes de despressurização da aeronave. Cerca de 30 segundos depois, a transmissão do Ankara seria encerrada subitamente e nas telas dos radares, o voo 981 deixaria sua rota, mergulhando em direção ao solo, apesar dos esforços da tripulação para evitar o desastre. Por volta das 11h42min, o McDonnell Douglas DC-10 TC-JAV Ankara caía com grande violência (a mais de 800 km/h) sobre a floresta de Ermenonville, localizada a 37 quilômetros ao noroeste de Paris, causando a morte instantânea de todos os seus 346 ocupantes.
Os primeiros socorristas da Gendarmaria Nacional chegariam ao local cerca de 1 hora depois da queda da aeronave e encontrariam apenas destroços e fragmentos de corpos humanos:
| “ | Uma das primeiras coisas que vi foi um par de mãos humanas, uma masculina e uma feminina, agarradas num aperto firme. Somente as mãos, amputadas na altura dos pulsos. Nada mais... A quantidade de corpos e a horrível mutilação de quase todos eles... Meu Deus, nunca vi nada assim... Mas o pior mesmo foi encontrar o corpo de uma menina e sua boneca, ambos pendendo de uma árvore. Não aguentei e chorei ali mesmo. Sou soldado, mas também sou pai de uma menina da mesma idade. | ” |

Entre os passageiros mortos estava John Cooper, corredor britânico, medalhista de prata nos 400 m com barreiras e no revezamento 4x400 m dos Jogos Olímpicos de Verão de 1964.

## Investigações

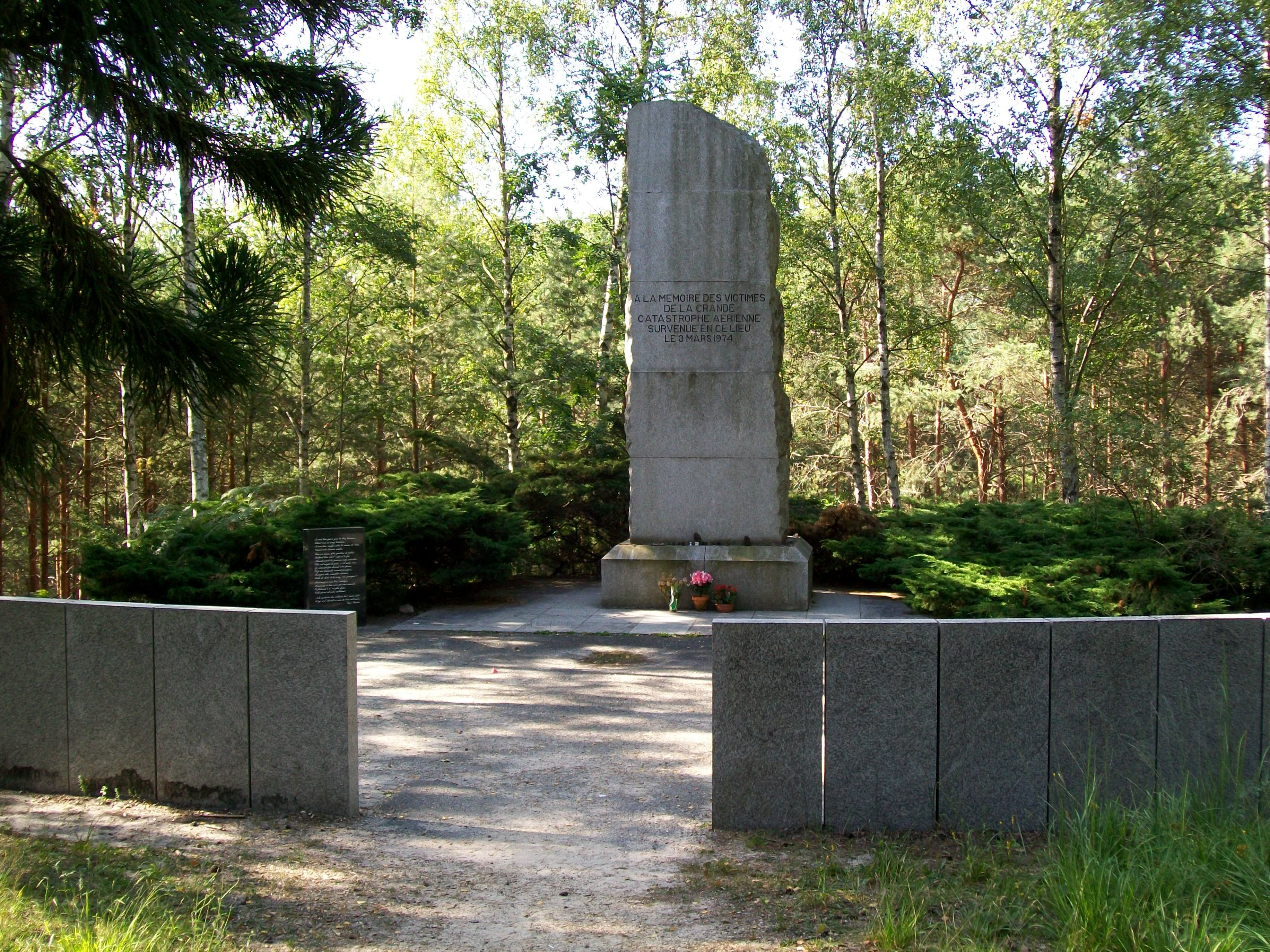
Monumento construído em homenagem aos mortos do acidente, localizado na floresta de Ermenonville.

As investigações foram iniciadas sobre clima de grande tensão, pois havia a suspeita de uma bomba plantada por terroristas ter causado a explosão da aeronave. No mesmo dia do desastre com o DC-10 da Turkish, um Vickers VC-10 da BOAC matrícula G-ASGO que realizava a rota Bombaim-Manama-Beirute-Londres, foi sequestrado por terroristas palestinos e obrigado a pousar no aeroporto de Amsterdã. O incidente terminaria com a libertação dos 102 passageiros, tripulação e com o incêndio da aeronave provocado pelos terroristas (que seriam presos posteriormente pelas autoridades holandesas) através do uso caixas de uísque.
O inquérito oficial do acidente seria apresentado em fevereiro de 1976. A causa do desastre seria atribuída a uma falha no sistema de fechadura da porta do compartimento de carga que se abriu em pleno voo, causando uma descompressão explosiva. Essa falha já havia causado um incidente com o Voo American Airlines 96, que voava de Los Angeles para Nova Iorque com escalas previstas em Detroit e Buffalo. A porta traseira esquerda do compartimento de cargas mal fechada se abriu e foi ejetada sobre a cidade de Windsor, Canadá, causando uma descompressão explosiva que obrigaria a aeronave a retornar para Detroit, onde realizaria um pouso de emergência.
Após o incidente, onde nenhum passageiro seria ferido, a NTSB iniciou um inquérito onde descobrira a falha e emitiria posteriormente os Alerts Services Bulletin’s 52-27, 52-35 e 52-37 com recomendações para a realização de reparos e ou substituição de peças para a correção dessa falha. Os Alerts Services Bulletin’s seriam enviados para todos os usuários do DC-10, incluindo a Turkish Airways. Porém como a substituição da fechadura não era obrigatória mas sim recomendável, a empresa turca postergaria a realização da troca, colocando em risco os passageiros dos seus DC-10. A falha da fechadura seria agravada pelo mau fechamento realizado por um dos responsáveis pela bagagem no aeroporto de Orly. Após o desastre, a tarefa de fechamento de todas as portas da aeronave seria delegada ao engenheiro de voo.
| “ | O acidente foi o resultado da ejeção da porta de carga traseira do lado esquerdo em pleno voo: a súbita despressurização que se seguiu levou à ruptura da estrutura do pavimento (da fuselagem), fazendo com que seis passageiros e peças do avião fossem ejetadas, tornando o motor número 2 inoperante e prejudicando os controles de vôo (superfícies da cauda), de modo que era impossível para a tripulação recuperar o controle da situação. | ” |